# Seidy López
Seidy López es una actriz y directora mexicana-estadounidense.
López es conocida por su debut como protagonista en la película aclamada por la crítica Mi vida loca. Apareció en Solo, la exitosa película Selena, un episodio de ER dirigida por Quentin Tarantino, y en Showtime 's Resurrection Boulevard . López coprotagonizó Luminarias y The Elián González Story para el canal Familia Fox, y protagonizó Blink of an Eye . También dirigió recientemente su primera película, American Born, que se encuentra en postproducción.

## Primeros años
Seidy López nació en Mérida, Yucatán, México. A los cuatro años, ella y su familia se mudaron a los Estados Unidos en busca de una vida más gratificante. Cuando cumplió diez años, sus padres consideraron necesario regresar a Yucatán con sus tres hijos para aprender a leer, escribir y hablar correctamente el idioma español. La familia López regresó a los Estados Unidos dos años después con sus hijos completamente bilingües.  

## Carrera
La experiencia de Seidy como intérprete comenzó a los 12 años cuando formó un grupo de canto llamado "Sensation". El grupo ganó varios concursos de talentos en Los Ángeles . A los 14 años decidió concentrarse en sus habilidades vocales, y con la ayuda de su maestro de secundaria, el Sr. Gleason, hizo una audición para la Escuela Superior de Artes del Condado de Los Ángeles en la Universidad Estatal de California . Como miembro de su conjunto vocal, Seidy tuvo la oportunidad de actuar en lugares tan prestigiosos como el Pabellón Dorothy Chandler . Al año siguiente en Hollywood High School of the Performing Arts, Seidy descubrió el teatro y centró su atención en la actuación. A la edad de diecisiete años, Seidy también se convirtió en miembro de una compañía de teatro educativo llamada "Proyect Able". La compañía de teatro recorrió lugares en todo California, incluyendo cárceles y salas juveniles, enseñando educación sobre el SIDA . 
La gran oportunidad de Seidy llegó en 1993 cuando Alison Anders la eligió como Mousie en su aclamada película Mi Vida Loca,
Al protagonizar esta película ayudó a Seidy a obtener reconocimiento en la comunidad latina y le dio la oportunidad de trabajar con otros directores como Quentin Tarantino, Joel Schumacher y Antoine Fuqua . Ella ha aparecido en muchas de las películas de Gregory Nava, como Mi Familia y Selena . Nava más tarde la reunió con Esai Morales en su serie American Family . La carrera de Seidy ha continuado con papeles como Cindy en la película Luminarias, la madre de Elian en The Elian Gonzales Story, Gabriela en la película homónima y la panadera Cynthia Limon en la serie de televisión Resurrection Blvd.

## Vida personal
Seidy vive con su esposo y sus dos hijos en Los Ángeles, California. 

## Filmografía

### Actriz
| Película | Película                     | Película                 | Película                                                                       |
| Año      | Película                     | Papel                    | Notas                                                                          |
| -------- | ---------------------------- | ------------------------ | ------------------------------------------------------------------------------ |
| 1992     | Tanto tiempo                 | Luz                      |                                                                                |
| 1993     | El desierto pintado          | Freda                    |                                                                                |
| 1993     | Mi vida Loca                 | Mousie                   | Título alternativo: My Crazy Life                                              |
| 1993     | Confrontación                | Gina                     |                                                                                |
| 1995     | Mi familia                   | Lena, la novia de Chucho | Títulos alternativos: Cafe con leche <br /> East LA <br /> Familia, mi familia |
| 1995     | Fuera de sospecha            | Empleado de teatro       | Título alternativo: La teoría de Rhinehart                                     |
| 1996     | Depravado                    | Ofelia Ramos             |                                                                                |
| 1996     | Solo                         | Agela                    |                                                                                |
| 1996     | Último recurso               | Rita                     |                                                                                |
| 1997     | Selena: la película          | Deborah                  |                                                                                |
| 1997     | El aroma del Copal           | Sybille                  | Títulos alternativos: aroma de copal <br /> Aroma de venganza                  |
| 1998     | Mujer corriendo              | Carmela                  | Título alternativo: Urban Jungle                                               |
| 1999     | En un abrir y cerrar de ojos | Sofía                    |                                                                                |
| 2000     | El callejero                 | Tanya                    |                                                                                |
| 2000     | Luminarias                   | Cindy                    |                                                                                |
| 2001     | Gabriela                     | Gabriela                 |                                                                                |
| 2001     | Día de entrenamiento         | Soñador                  |                                                                                |

| Televisión | Televisión                                           | Televisión                    | Televisión                                                                        |
| Año        | mostrar                                              | Papel                         | Notas                                                                             |
| ---------- | ---------------------------------------------------- | ----------------------------- | --------------------------------------------------------------------------------- |
| 1991       | Veronica Clare                                       | Consuelo                      | "Corazones desnudos"                                                              |
| 1995       | ER                                                   | Rosaria 'Marioneta' Gutiérrez | "Maternidad"                                                                      |
| 1997       | Alboroto                                             | Iris                          | Película de televisión                                                            |
| 2000       | Una familia en crisis: la historia de Elian Gonzales | La madre de Elian             | Película de televisión                                                            |
| 2001-2002  | Resurrection Blvd.                                   | Cynthia Limon                 | Tres episodios                                                                    |
| 2002       | Familia americana                                    | Laura                         | Seis episodios <br /> Título alternativo: Familia estadounidense: Viaje de sueños |
| 2003       | El escudo                                            | Coco                          | "Coyotes"                                                                         |
| 2004       | 30 días hasta que sea famoso                         | Jackie Moreno                 | Película de televisión                                                            |
| 2006       | CSI: Investigación de la escena del crimen           | Lucita Ruiz                   | "Fannysmackin '"                                                                  |
| 2009       | NCIS: Los Angeles                                    | Gail Ramirez                  | "El único día fácil"                                                              |
| 2010       | Casa                                                 | Christina                     | "No escrito "                                                                     |
| 2020       | Selena: la serie                                     | Marcella Samora               | Posproducción                                                                     |

### Créditos del director
| Año  | Película         | Estudio            | Emitir                                      | Notas |
| ---- | ---------------- | ------------------ | ------------------------------------------- | ----- |
| 1999 | Nacido americano | Panos Producciones | Otis Bell, Jack Kyle, PJ Marino, Pete Panos |       |